# حمام (اسرائیل)
حمام (به لاتین: Hamaam, Israel) یک منطقهٔ مسکونی در اسرائیل است که در استان شمالِ اسرائیل واقع شده‌است. جمعیت این منطقه طبق سرشماری ۲۰۱۵ حدود ۱٬۴۱۰ بود.